# Eocenomyrma elegantula
Eocenomyrma elegantula  (лат.) — ископаемый вид муравьёв рода Eocenomyrma из подсемейства мирмицины (Myrmicinae). Европа, эоценовый балтийский янтарь (около 40 млн лет).

## Описание
Длина 3—4 мм. От близких видов отличается утончённой бороздчатостью спинной поверхности головы и груди и длинным передним стебельком петиоля. Длина головы (HL) — 0,92, соотношение длины и ширины петиоля (PI = PL/PH) — 1,85, соотношение длины и высоты груди (AI) — 2,43. Лоб широкий. Тело рыжеватое, покрыто бороздками и морщинками, как у муравьёв рода мирмики (Myrmica). Антенны состоят из 12 члеников, на вершине выделяется 3-члениковая булава. Нижнечелюстные щупики 4-члениковые, нижнегубные состоят из 3 сегментов. Клипеус широкий и короткий, с двумя продольным килями. Глаза расположены на середине боковой части головы. На проподеуме два длинных шипика. Шпоры на средних и задних голенях отсутствуют.
Вид был впервые описан в 2006 году мирмекологами Г. М. Длусским (МГУ, Москва) и А. Г. Радченко (Киев, Украина). Eocenomyrma elegantula вместе с ископаемыми видами Eocenomyrma electrina Dlussky & Radchenko, 2006, Eocenomyrma orthospina Dlussky & Radchenko, 2006, Eocenomyrma rugosostriata Mayr, 1868 образует род Eocenomyrma Dlussky & Radchenko, 2006. Видовое название происходит от латинского слов elegantis (красивый).